# Hermaea oliviae
Hermaea oliviae is een slakkensoort uit de familie van de Hermaeidae. De wetenschappelijke naam van de soort is voor het eerst geldig gepubliceerd in 1966 door MacFarland.